# Campionato europeo femminile di pallavolo 1951
Il campionato europeo femminile di pallavolo 1951 si è svolto dal 15 al 21 settembre a Parigi, in Francia: al torneo hanno partecipato sei squadre nazionali europee e la vittoria finale è andata per la terza volta consecutiva all'[[Nazionale femminile  di pallavolo dell'
Unione Sovietica|
Unione Sovietica]].

## Regolamento

### Formula
Le squadre hanno disputato una prima fase a gironi con formula del girone all'italiana; al termine della prima fase:
- Le prime due classificate di ogni girone hanno acceduto al girone per il primo posto, strutturato in un girone all'italiana.
- L'ultima classificata di ogni girone ha acceduto alla finale per il quinto posto.

### Criteri di classifica
Sono stati assegnati 2 punti alla squadra vincente e 1 a quella sconfitta.
L'ordine del posizionamento in classifica è stato definito in base a:
- Punti;
- Ratio dei set vinti/persi;
- Ratio dei punti realizzati/subiti;
- Risultati degli scontri diretti.

## Squadre partecipanti
| Squadra | Qualificazione      | Ultima partecipazione |
| --- | ------------------- | --------------------- |
| Francia | Paese organizzatore | Cecoslovacchia 1949   |
| Italia | -                   | Debutto               |
| Jugoslavia | -                   | Debutto               |
| Paesi Bassi | -                   | Cecoslovacchia 1949   |
| Polonia | -                   | Bulgaria 1950         |
| [[File: Flag of the Soviet Union (1936 – 1955).svg\|class=noviewer\| Unione Sovietica (bandiera)\|border\|20x16px]] [[Nazionale femminile di pallavolo dell' Unione Sovietica\| Unione Sovietica]] | -                   | Bulgaria 1950         |

## Torneo

### Fase a gironi
| Girone A | Girone B   |
| --- | ---------- |
| Francia | Jugoslavia |
| Paesi Bassi | Italia     |
| [[File: Flag of the Soviet Union (1936 – 1955).svg\|class=noviewer\| Unione Sovietica (bandiera)\|border\|20x16px]] [[Nazionale femminile di pallavolo dell' Unione Sovietica\| Unione Sovietica]] | Polonia    |

#### Girone A

##### Risultati
| 15 settembre 1951 ?, Parigi Durata: ? - Spettatori: ? | Francia | 3 - 0 | Paesi Bassi | 15-5, 15-6, 15-11 |
| 16 settembre 1951 ?, Parigi Durata: ? - Spettatori: ? | [[Nazionale femminile di pallavolo dell' Unione Sovietica\| Unione Sovietica]] [[File: Flag of the Soviet Union (1936 – 1955).svg\|class=noviewer\| Unione Sovietica (bandiera)\|border\|20x16px]] | 3 - 0 | Paesi Bassi | 15-4, 15-3, 15-9  |
| 17 settembre 1951 ?, Parigi Durata: ? - Spettatori: ? | [[Nazionale femminile di pallavolo dell' Unione Sovietica\| Unione Sovietica]] [[File: Flag of the Soviet Union (1936 – 1955).svg\|class=noviewer\| Unione Sovietica (bandiera)\|border\|20x16px]] | 3 - 0 | Francia     | 15-5, 15-1, 15-3  |

##### Classifica
| Pos. | Squadra | Pt | G | V | P | SV | SP | Ratio | PF | PS | Ratio |
| ---- | --- | -- | - | - | - | -- | -- | ----- | -- | -- | ----- |
| 1.   | [[File: Flag of the Soviet Union (1936 – 1955).svg\|class=noviewer\| Unione Sovietica (bandiera)\|border\|20x16px]] [[Nazionale femminile di pallavolo dell' Unione Sovietica\| Unione Sovietica]] | 4  | 2 | 2 | 0 | 6  | 0  | MAX   | 90 | 25 | 3,600 |
| 2.   | Francia | 3  | 2 | 1 | 1 | 3  | 3  | 1,000 | 54 | 67 | 0,806 |
| 3.   | Paesi Bassi | 2  | 2 | 0 | 2 | 0  | 6  | 0,000 | 38 | 90 | 0,422 |

      Qualificata al girone per il primo posto.
      Qualificata alla finale per il quinto posto.

#### Girone B

##### Risultati
| 15 settembre 1951 ?, Parigi Durata: ? - Spettatori: ? | Polonia    | 3 - 1 | Jugoslavia | 13-15, 15-12, 15-5, 15-10 |
| 16 settembre 1951 ?, Parigi Durata: ? - Spettatori: ? | Polonia    | 3 - 0 | Italia     | 15-5, 15-1, 15-3          |
| 17 settembre 1951 ?, Parigi Durata: ? - Spettatori: ? | Jugoslavia | 3 - 0 | Italia     | 15-0, 15-7, 15-11         |

##### Classifica
| Pos. | Squadra    | Pt | G | V | P | SV | SP | Ratio | PF | PS | Ratio |
| ---- | ---------- | -- | - | - | - | -- | -- | ----- | -- | -- | ----- |
| 1.   | Polonia    | 4  | 2 | 2 | 0 | 6  | 1  | 6,000 | 45 | 9  | 5,000 |
| 2.   | Jugoslavia | 3  | 2 | 1 | 1 | 4  | 3  | 1,333 | 45 | 18 | 2,500 |
| 3.   | Italia     | 2  | 2 | 0 | 2 | 0  | 6  | 0,000 | 27 | 90 | 0,300 |

      Qualificata al girone per il primo posto.
      Qualificata alla finale per il quinto posto.

### Fase finale

#### Girone 1º posto

##### Risultati
| 18 settembre 1951 ?, Parigi Durata: ? - Spettatori: ? | [[Nazionale femminile di pallavolo dell' Unione Sovietica\| Unione Sovietica]] [[File: Flag of the Soviet Union (1936 – 1955).svg\|class=noviewer\| Unione Sovietica (bandiera)\|border\|20x16px]] | 3 - 0 | Jugoslavia | 15-1, 15-4, 15-0   |
| 19 settembre 1951 ?, Parigi Durata: ? - Spettatori: ? | Polonia | 3 - 0 | Jugoslavia | 17-15, 15-9, 15-9  |
| 20 settembre 1951 ?, Parigi Durata: ? - Spettatori: ? | [[Nazionale femminile di pallavolo dell' Unione Sovietica\| Unione Sovietica]] [[File: Flag of the Soviet Union (1936 – 1955).svg\|class=noviewer\| Unione Sovietica (bandiera)\|border\|20x16px]] | 3 - 0 | Francia    | 15-2, 15-1, 15-3   |
| 21 settembre 1951 ?, Parigi Durata: ? - Spettatori: ? | Jugoslavia | 3 - 0 | Francia    | 15-8, 15-8, 17-15  |
| 21 settembre 1951 ?, Parigi Durata: ? - Spettatori: ? | [[Nazionale femminile di pallavolo dell' Unione Sovietica\| Unione Sovietica]] [[File: Flag of the Soviet Union (1936 – 1955).svg\|class=noviewer\| Unione Sovietica (bandiera)\|border\|20x16px]] | 3 - 0 | Polonia    | 15-8, 15-3, 15-11  |
| 22 settembre 1951 ?, Parigi Durata: ? - Spettatori: ? | Polonia | 3 - 0 | Francia    | 15-13, 15-12, 15-4 |

##### Classifica
| Pos. | Squadra | Pt | G | V | P | SV | SP | Ratio | PF  | PS  | Ratio |
| ---- | --- | -- | - | - | - | -- | -- | ----- | --- | --- | ----- |
| 1.   | [[File: Flag of the Soviet Union (1936 – 1955).svg\|class=noviewer\| Unione Sovietica (bandiera)\|border\|20x16px]] [[Nazionale femminile di pallavolo dell' Unione Sovietica\| Unione Sovietica]] | 6  | 3 | 3 | 0 | 9  | 0  | MAX   | 135 | 33  | 4,091 |
| 2.   | Polonia | 5  | 3 | 2 | 1 | 6  | 3  | 2,000 | 114 | 107 | 1,065 |
| 3.   | Jugoslavia | 4  | 3 | 1 | 2 | 3  | 6  | 0,500 | 85  | 123 | 0,691 |
| 4.   | Francia | 3  | 3 | 0 | 3 | 0  | 9  | 0,000 | 66  | 137 | 0,482 |

#### Finale 5º posto
| 18 settembre 1951 ?, Parigi Durata: ? - Spettatori: ? | Paesi Bassi | 3 - 2 | Italia | 15-5, 1-15, 15-10, 12-15, 15-6 |

## Classifica finale
| Pos     | Squadra |
| ------- | --- |
| Oro     | [[File: Flag of the Soviet Union (1936 – 1955).svg\|class=noviewer\| Unione Sovietica (bandiera)\|border\|40x40px]] [[Nazionale femminile di pallavolo dell' Unione Sovietica\| Unione Sovietica]] |
| Argento | Polonia |
| Bronzo  | Jugoslavia |
| 4       | Francia |
| 5       | Paesi Bassi |
| 6       | Italia |